# 31a Mostra Internacional de Cinema de Venècia
La 31a Mostra Internacional de Cinema de Venècia es va celebrar entre el 19 d'agost a l'1 de setembre de 1970. No hi hagué durat perquè els edicions del 1969 al 1969 no van ser competitives. Es va fer un homenatge a Orson Welles

## Films en competició
- Wanda de Barbara Loden
- I Clowns de Federico Fellini

## Premis
- Lleó d'Or a la carrera:
  - Orson Welles
- Premi Pasinetti 
  - Millor pel·lícula estrangera - Wanda (Barbara Loden)
  - Millor pel·lícula italiana - I Clowns (Federico Fellini)